# 사카이 다다카쓰 (1587년)

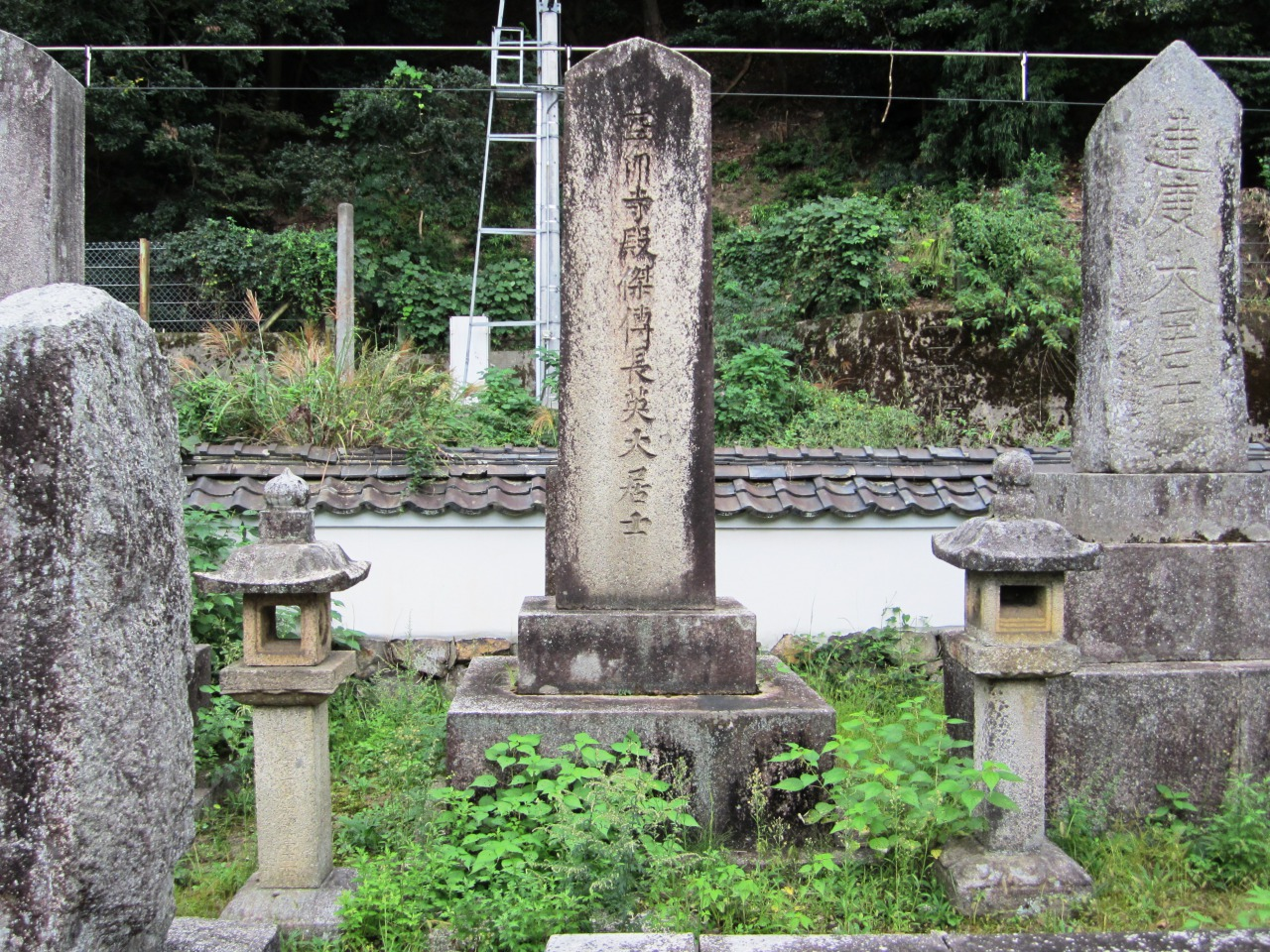
구인지의 묘

사카이 다다카쓰(일본어: 酒井忠勝, 덴쇼 15년 음력 6월 16일(1587년 7월 21일) ~ 간분 2년 음력 7월 12일(1662년 8월 25일))는 무사시 가와고에번 제2대 번주, 와카사 오바마번의 초대 번주이다. 에도 막부 제3대 쇼군 도쿠가와 이에미쓰부터 제4대 쇼군 도쿠가와 이에쓰나 2대에 걸친 로주, 다이로.

## 같이 보기
- 사카이 다다요 - 에도 막부의 다이로이자 다다카쓰의 사촌형
- 홋타 마사토시 - 에도 막부의 다이로이자 다다카쓰의 외손/홋타 마사모리 - 다다카쓰의 사위
- 사카이 다다키요 - 다다카쓰의 재종손

| 전임 사카이 다다토시 | 제2대 우타노카미 사카이가 다다토시파 당주 1627년 ~ 1656년 | 후임 사카이 다다나오 |

| 전임 막부령(마쓰다이라 다다테루) | 후카야번 번주 (우타노카미 사카이가 다다토시파) 1622년 ~ 1627년 | 후임 폐번 |

| 전임 사카이 다다토시 | 제2대 가와고에번 번주 (우타노카미 사카이가 다다토시파) 1627년 ~ 1634년 | 후임 홋타 마사모리 |

| 전임 교고쿠 다다타카 | 제1대 오바마번 번주 (우타노카미 사카이가 다다토시파) 1634년 ~ 1656년 | 후임 사카이 다다나오 |